# La Charmée
La Charmée is een gemeente in het Franse departement Saône-et-Loire (regio Bourgogne-Franche-Comté) en telt 658 inwoners (2004). De plaats maakt deel uit van het arrondissement Chalon-sur-Saône.

## Geografie
De oppervlakte van La Charmée bedraagt 14,0 km², de bevolkingsdichtheid is 47,0 inwoners per km².
De onderstaande kaart toont de ligging van La Charmée met de belangrijkste infrastructuur en aangrenzende gemeenten.

## Demografie
Onderstaande figuur toont het verloop van het inwonertal (bron: INSEE-tellingen).